# Steeple Claydon
Steeple Claydon – wieś w Anglii, w hrabstwie Buckinghamshire, w dystrykcie (unitary authority) Buckinghamshire. Leży 76 km na północny zachód od centrum Londynu. W 2001 miejscowość liczyła 2375 mieszkańców.